# Variants Kappa et Delta du SARS-CoV-2
Wikipédia ne donne pas de conseils médicaux ou sanitaires. Cet article est susceptible de contenir des informations obsolètes ou inexactes. Seul un professionnel de la santé est apte à vous fournir un avis médical, et seules les autorités sanitaires de votre pays sont compétentes pour donner des consignes de santé publique relatives à la pandémie de Covid-19.

Nombre de séquençages B.1.617 par pays au 21 avril 2021.
Legend:
>100 séquences confirmées
2–99 séquences confirmées
1 séquences confirmées
Absence ou absence de donnée

Les variants B.1.617, nommés aussi G / 452R. V3 et fréquemment surnommés « variant indien », sont des variants du SARS-CoV-2. Ils sont identifiés pour la première fois dans le Maharashtra, en Inde le 5 octobre 2020. Ils sont identifiés dans le clade 20A sous le système de classification phylogénétique Nextstrain. La sous-lignée B.1.617.1 est nommée variant Kappa par l'OMS, et la sous-lignée B.1.617.2, variant Delta.

## «Double mutant»
Détecté le 5 octobre 2020 près de Nagpur en Inde, le variant B.1.617(.1) présente 15 mutations dont deux affectent le domaine de liaison de la protéine spiculaire :
- L452R, détectée chez les variants B.1.427/B.1.429 (Californie)[7] ;
- E484Q, affectant le même acide aminé que la mutation E484K des variants sud-africains et brésiliens[8].

Ces deux dernières mutations sont préoccupantes car elles pourraient lui permettre d'échapper aux anticorps (post-infection ou vaccinaux),. Elles lui valent le qualificatif — impropre — de « double mutant ».
Le 10 mai 2021, ce variant B.1.617 a été classé comme « préoccupant » par l'OMS. Le 11 mai 2021, l'OMS note qu'il « pourrait y avoir des différences importantes entre les trois sous-lignées » mais que « les données actuellement disponibles sont trop limitées » pour pouvoir les différencier. 
Des cas de mucormycose sont signalés en Inde chez des patients guéris de la Covid-19. Il semblerait toutefois que ce soit la conjonction d'un diabète de type 2 et d'un traitement à base de corticoïdes affaiblissant le système immunitaire qui favorise l'infection mucorale et non le virus SARS-CoV-2 lui-même.
Le 31 mai 2021, l'OMS adopte des lettres grecques pour nommer les variants les plus importants, en remplacement de leur origine géographique, potentiellement stigmatisante :
- la lignée B.1.617.1 devient le variant Kappa et est déclassé variant d’intérêt ;
- la lignée B.1.617.2, la plus dynamique, devient le variant Delta, classé variant préoccupant ;
- la troisième lignée s'est peu répandue hors de l'Inde.

Le variant Delta se déploie en Europe (4e vague) au détriment du variant Alpha. Il se caractérise par, :
- 2 substitutions dans le domaine de liaison aux récepteurs cellulaires (L452R et T478K), facilitant la liaison au récepteur ACE2 ;
- 1 substitution près du site de clivage S1/S2 par la furine (P681R), facilitant la fusion avec la membrane cellulaire ;
- 1 substitution (T19R) et 1 double délétion (157-158del) dans le domaine antigénique NTD, contribuant à l'échappement aux anticorps neutralisants.

Depuis août 2021, les variants Delta ont été subdivisés dans le système de désignation de la lignée Pango en variantes AY.1 à AY.28. Cependant, il n'existe aucune information permettant de savoir si cette classification est corrélée avec des changements dans les caractéristiques biologiques du virus.
À partir d'août 2021, AY.4 à AY.11 sont prédominants au Royaume-Uni, AY.12 en Israël, AY.2, AY.3, AY.13, AY.14, AY. 25 aux États-Unis, AY 20 aux États-Unis et au Mexique, AY 15 au Canada, AY 16 au Kenya, AY 17 en Irlande et en Irlande du Nord, AY 19 en Afrique du Sud, AY 21 en Italie et en Suisse, AY.22 au Portugal, AY.24 en Indonésie et AY.23 en Indonésie, à Singapour, au Japon et en Corée du Sud.

### Autres lignées Delta
Un sous-variant du variant Delta est apparu au Népal avec la mutation K417N déjà présente dans les variants Bêta et Gamma. Cette mutation pourrait favoriser l'échappement aux anticorps et donner un risque accru de réinfection. Le variant, appelé « Delta avec K417N » par Public Health England, comprend deux clades correspondant aux lignées Pango AY.1 et AY.2. Il a été surnommé « Delta plus » (pour « Delta, plus K417N »). Le 22 juin 2021, le ministère indien de la santé et du bien-être familial a classé le variant Delta plus comme préoccupant après le signalement de seulement 22 cas, ce qui serait prématuré d'après d'éminents virologues. Début juillet 2021, ce variant est présent dans plusieurs pays mais sa diffusion n'est significative qu'au Népal avec 7 % des séquencements.
Selon Pango, ses règles de classification de nouvelles lignées et les classifications AY.1 à AY.3 déjà publiées, les sous-lignées du variant Delta (c.-à-d. B.1.617.2 alias AY) comprennent maintenant, au 9 août 2021, les lignées AY.4 à AY.12. Ces lignées appartiennent au variant Delta, et sont nommées pour faciliter les recherches scientifiques (meilleure granularité génomique, meilleure détermination de répartition géographique). Au 27 août 2021, Pango a émis une mise à jour pour les variants AY.4 à AY.12, introduisant également les lignées AY.13 à AY.25, lignées appartenant toujours au variant Delta.

## Propagation
En avril 2021, il s'était propagé dans au moins huit pays. Des rapports de terrain le décrivent comme plus contagieux. 
Santé publique France écrit le 8 avril 2021 : « Ce variant a été détecté sporadiquement en Angleterre, Allemagne, au Canada et à Singapour. Deux cas ont été détectés en Guadeloupe. »
Fin avril, il s'avère que ce variant circule aux Fidji. Il y a été apporté par deux patients rapatriés d'Inde. Un soldat en centre de quarantaine a alors été contaminé en touchant leurs bagages. Il a ensuite contaminé une femme de ménage, qui n'a pas informé les autorités de signes cliniques de sa maladie et s'est déplacée librement en dehors du centre de quarantaine, contaminant de nombreuses autres personnes,.
Le 29 avril 2021, l'agence régionale de santé de Nouvelle-Aquitaine annonce que le variant indien a été détecté pour la première fois en France, dans le département de Lot-et-Garonne, sur un patient revenu d'Inde. Le lendemain, la Direction générale de la Santé révèle que deux nouveaux cas ont été détectés dans les Bouches-du-Rhône et que d'autres cas suspects sont en cours d'investigation dans d'autres régions, concernant toujours des personnes venues d'Inde[réf. nécessaire].
En mai 2021, certains médias considèrent que le variant dit indien est plus contagieux que le variant dit britannique. Au Royaume-Uni, le variant dit britannique ne représente plus que 90 % des virus qui se propagent contre 10 % pour le variant dit indien.
Au 8 juin 2021, le Royaume-Uni — pour réagir au variant Delta qui supplante les autres variants — recommande officiellement de réduire les déplacements au minimum. En effet, le variant double chaque semaine le nombre de personnes hospitalisées au Royaume-Uni, dont 90% non vaccinées avec deux doses.
En juin 2021, le variant quintuple chaque quinzaine le nombre de personnes flash-testées en France, c'est-à-dire qu'il est multiplié par 2.2 chaque semaine. Le 23 juin 2021, Gabriel Attal, porte-parole du gouvernement, annonce que ce variant représente 9 à 10 % des contaminations en France, mais que ce nombre est bien plus élevé dans le département des Landes où il atteint 70 %.
Toutefois, en France, on recherche des mutations plutôt que des variants. Le 28 juin, la mutation L452R apparaît dans 25,8 % des tests.
Le 17 juillet, la propagation du variant delta en Espagne conduit au confinement nocturne dans les communes catalanes de plus de 5 000 habitants.
Le lendemain, les Pyrénées-Orientales — département français voisin de la Catalogne — ferme les bars, restaurants, établissements de plage, débits de boissons temporaires et épiceries de nuit, de 23 h à 6 h.
Le 23 juillet, l'Occitanie atteint un taux d'incidence de 200 pour 100 000, et de 651 pour 100 000 chez les 20-29 ans.
Au 1 aout 2021, l'Occitanie atteint un taux d'incidence de 420 pour 100 000, et de 1200 cas pour 100 000 habitants dans la tranche 20-30 ans. Le 4 aout, le plan blanc est déclenché à Toulouse et en Occitanie.

### Problématique liée à l'immunité collective
Le professeur J-F Delfraissy le 9 juin 2021 a évalué le nombre de reproduction de base R0 du variant Delta à 7,5. Le taux d’immunité collective nécessaire pour que le virus ne se propage plus est donc de {\textstyle 1-{\frac {1}{R_{0}}}} soit 87 %.

### Efficacité des vaccins avec le variant Delta
L'efficacité des vaccins diminue avec le variant Delta.  D'après des études britanniques, et canadiennes, celle-ci est :
| Vaccin          | Après 1 injection | Après 2 injections |
| --------------- | ----------------- | ------------------ |
| AstraZeneca     | 30%               | 67%                |
| Pfizer-BioNTech | 36%               | 88%                |
| Moderna         | 72%               | n.d.               |

## Détection
Lors d'un test RT-PCR, le variant Kappa peut être distingué notamment par la mutation E484Q. La mutation L452R, quant à elle, permet de distinguer aussi bien le variant Kappa que le variant Delta.